# Kiss of the Damned
Kiss of the Damned er en amerikansk film fra 2012 og den blev instrueret af Xan Cassavetes.

## Medvirkende
- Joséphine de La Baume som Djuna
- Milo Ventimiglia som Paolo
- Roxane Mesquida som Mimi
- Anna Mouglalis som Xenia
- Michael Rapaport som Ben
- Riley Keough som Anne
- Ching Valdes-Aran som Irene
- Juan Luis Acevedo som Dimitry
- Jay Brannan som Hans
- Jonathan Caouette som Anton